# Chích Sykes
Chích Sykes, tên khoa học Iduna rama là một loài chim trong họ Acrocephalidae.